# مک‌اینتایر (آیووا)
مک‌اینتایر (به انگلیسی: McIntire) شهری در ایالت آیووا کشور ایالات متحده آمریکا است که جمعیت آن در سرشماری سال ۲۰۱۰ میلادی، ۱۲۲ نفر بوده‌است.